# Paralichthys fernandezianus
Paralichthys fernandezianus är en fiskart som beskrevs av Steindachner, 1903. Paralichthys fernandezianus ingår i släktet Paralichthys och familjen Paralichthyidae. Inga underarter finns listade i Catalogue of Life.